# Cirazolin
Cirazolin je neselektivni agonist alfa-1 adrenergičkog receptora] (α1-AR), i antagonist alfa-2 adrenergičkog receptora. Smatra se da ova kombinacija osobina može da učini cirazolin efektivnim vazokonstriktorom.
Za cirazolin je takođe pokazano da umanjuje unos hrane kod pacova, što je potencijalno posledica aktivacije alfa 1-adrenoceptora u paraventrikularnog jezgra u hipotalamusa.

## Literatura
1. ↑   уреди
2. ↑  Evan E. Bolton; Yanli Wang; Paul A. Thiessen; Stephen H. Bryant (2008). „Chapter 12 PubChem: Integrated Platform of Small Molecules and Biological Activities”. Annual Reports in Computational Chemistry. 4: 217—241. doi:10.1016/S1574-1400(08)00012-1.
3. 1 2  Ruffolo Jr, RR (1982). „Receptor interactions of imidazolines. IX. Cirazoline is an alpha-1 adrenergic agonist and an alpha-2 adrenergic antagonist”. J Pharmacol Exp Ther. 222 (1): 29—36. PMID 6123592.
4. ↑  Davies BT, Wellman PJ (1992). „Effects on ingestive behavior in rats of the alpha 1-adrenoceptor agonist cirazoline”. Eur J Pharmacol. 210 (1): 11—16. PMID 1350985. doi:10.1016/0014-2999(92)90645-K.

## Spoljašnje veze
|  | Molimo Vas, obratite pažnju na važno upozorenje u vezi sa temama iz oblasti medicine (zdravlja). |